# 1921 w polityce

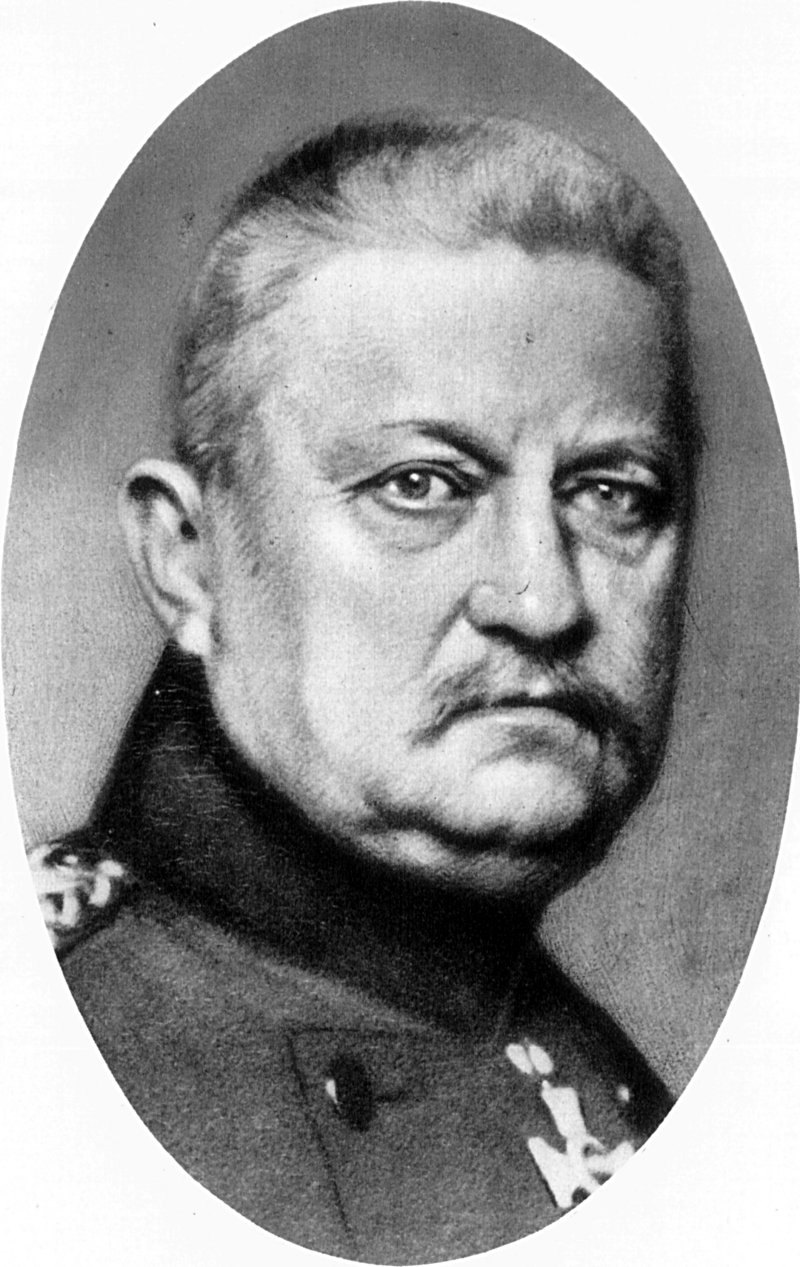
Karl von Bülow

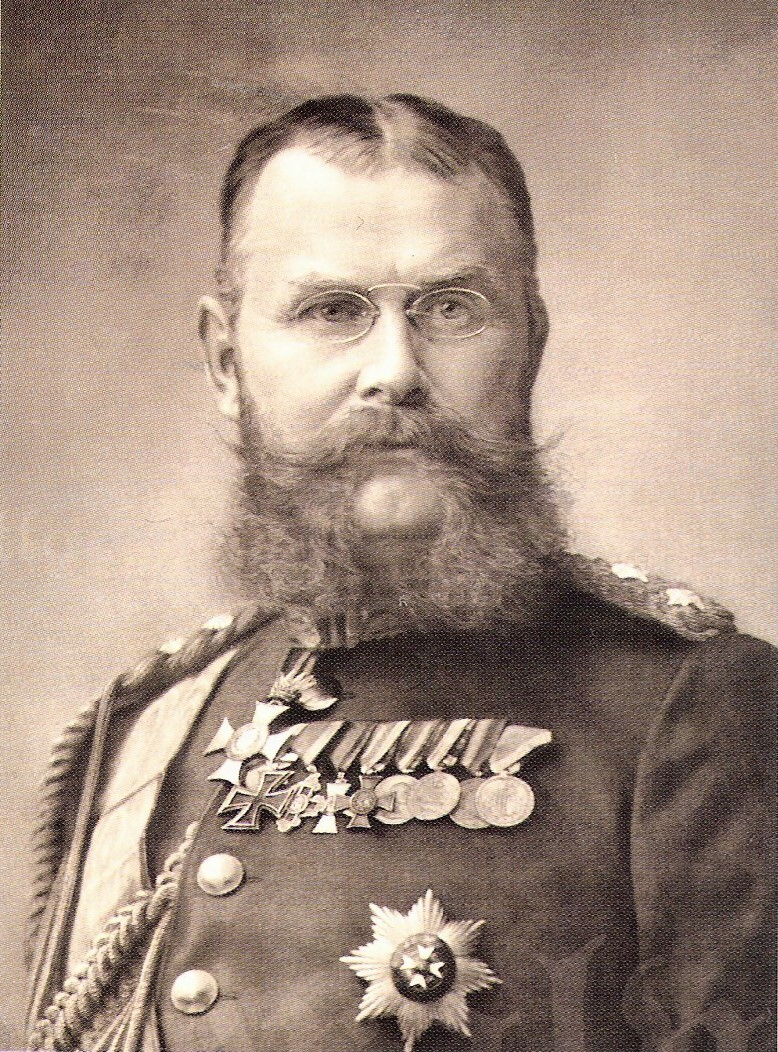
Wilhelm II Wirtemberski

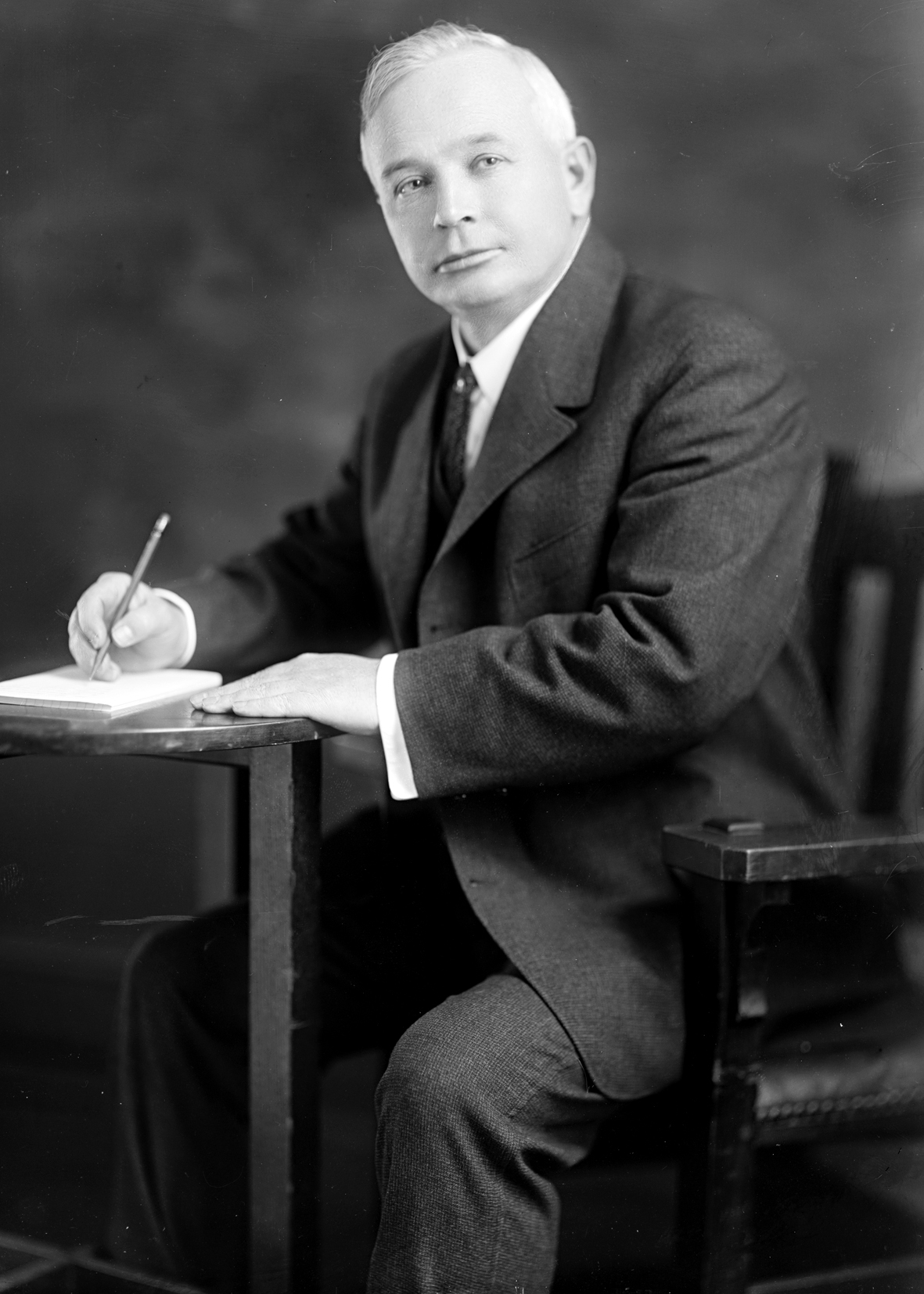
Thomas Walter Bickett

Wydarzenia polityczne w 1921 roku.

## Luty
- 19 lutego – Polska i Francja zawarły sojusz[1].

## Marzec
- 12 marca – podczas X Zjazdu Rosyjskiej Komunistycznej Partii Włodzimierz Lenin ogłosił powstanie NEP-u (Nowaja ekonomiczeskaja politika). Zgodnie z zasadami NEP-u chłopi i drobni przedsiębiorcy byli zobowiązani do oddawania części produkcji, zaś resztę mogli sprzedać na wolnym rynku. Wprowadzone zmiany były wyraźnym odejściem od komunizmu wojennego[2].
- 17 marca – Sejm Rzeczypospolitej Polskiej uchwalił konstytucję marcową[3].
- 18 marca – został podpisany Traktat ryski, kończączy wojnę polsko-bolszewicką. Traktat regulował przebieg granicy polsko-radzieckiej, włączał zachodnią Białoruś i Ukrainę (Galicję Wschodnią) do Polski, przy czym o losie Ukrainy miała wypowiedzieć się także Liga Narodów[2].
- 20 marca – na Górnym Śląsku przeprowadzono plebiscyt. Za przyłączeniem Śląska do Niemiec zagłosowało 706 tys. osób, a za powrotem do Polski 479 tys. Rolnicze okręgi zachodnie zagłosowały za przyłączeniem do Niemiec, zaś uprzemysłowione wschodnie za Polską[2].
- 25 marca – urodziła się Aleksandra, królowa Jugosławii, wdowa po Piotrze II Karadziordziewiciu[4].

## Maj
- 2/3 maja – wybuchło III powstanie śląskie, któremu przewodził Wojciech Korfanty[1].
- 27 maja – Wincenty Witos złożył rezygnację ze stanowiska premiera. Jego decyzji nie przyjął Naczelnik Państwa Józef Piłsudski[5].

## Czerwiec
- 7 czerwca – James Craig został pierwszym premierem autonomicznego rządu Irlandii Północnej[2].
- 10 czerwca – urodził się Filip Mountbatten, brytyjski książę-małżonek, mąż królowej Elżbiety II[6].

## Lipiec
- 5 lipca – przerwano walki na Górnym Śląsku[1].

## Sierpień
- 16 sierpnia – zmarł Piotr I Karadziordziewić, władca Królestwa Serbów, Chorwatów i Słoweńców. Nowym królem został jego syn Aleksander I[2].
- 31 sierpnia – zmarł Karl von Bülow, niemiecki feldmarszałek[7].

## Wrzesień
- 13 września – rząd Wincentego Witosa podał się do dymisji[5].
- 19 września – nowym premierem Polski został Antoni Ponikowski[2].

## Październik
- 2 października – zmarł Wilhelm II, król Wirtembergii[8].
- 12 października – Rada Ambasadorów ostatecznie podzieliła Śląsk pomiędzy Niemcy a Polskę[1].
- 18 października – zmarł Ludwik III, król Bawarii[9].
- 20 października – decyzją Konferencji Ambasadorów Polska otrzymała powiaty: katowicki, pszczyński, rybnicki (w całości), oraz zabrzański, bytomski, tarnogórski i lubliniecki (w częściach)[2].

## Listopad
- 14 listopada – zmarła Izabela, córka cesarza Brazylii Piotra II[10].

## Grudzień
- 6 grudnia – w Londynie przedstawiciele Wielkiej Brytanii i Irlandii podpisali traktat o uznaniu Irlandii za dominium brytyjskie o szerokiej autonomii pod nazwą Wolne Państwo Irlandzkie[2].
- 10 grudnia – Pokojową Nagrodę Nobla otrzymali Hjalmar Branting i Christian Lous Lange[2].
- 28 grudnia – zmarł Thomas Walter Bickett, gubernator Karoliny Północnej[11].